# Alma Johansson
Alma Viktoria Leontina Johansson, född 29 oktober 1881 i S:t Görans församling i Stockholm, död 31 december 1974 i S:t Görans församling i Stockholm, var en svensk missionär. Hon var främst verksam i Osmanska riket i början av 1900-talet, bland annat hos armenier och andra kristna minoriteter. 

## Biografi

### I Turkiet
Alma Johansson arbetade under många år med Kvinnliga Missionsarbetare (KMA) i staden Mush (idag Muş) i dagens östra Turkiet, en ort som då administrerades av Osmanska riket. Hon arbetade vid ett tyskt barnhem för föräldralösa armenier och tjänstgjorde dessutom som sjuksköterska och barnmorska. 
Vid utbrottet av första världskriget började förföljelserna mot de kristna minoriteterna i Osmanska riket att öka. Hon arbetade då under åren 1910–1915 i Mush, där hon tillsammans med norskan Bodil Biørn (1871–1960) förestod ett hem för föräldralösa armeniska barn och drev en poliklinik för vuxna patienter. 
Alma Johansson blev vittne till många av dessa grymheter. Sina upplevelser skildrade hon i skriften Ett folk i landsflykt. Hon lämnade även vittnesmål till tyska och amerikanska diplomater som publicerade uppgifterna. Alma Johansson berättade bland annat om hur kvinnor tog gift för att inte hamna levande i turkarnas händer och hur soldater ledde blodiga, sårade kvinnor och barn genom staden, medan andra soldater sköt mot dem för att skrämmas. När de sårade föll till marken, slog soldaterna ihjäl dem med bösskolven. 
Hon lämnade uppgifter om hur alla barnen på hemmet begärts överlämnade till en hög officer med försäkran om att de var i goda händer och skulle återförenas med henne. Några dagar senare fick hon beskedet att samtliga barn tagits till en byggnad utanför staden och mördats.
| ”                | Aldrig kan jag glömma den synen. Och ingenting kunde man göra för dem! Armenierna och grekerna bliva nu systematiskt utrotade, dödade eller jagade från sina hem för att spridas i mindre grupper till långt avlägsna turkiska trakter, där det gives dem att välja mellan att övergå till islam eller dö för svärd eller av svält | „ |
| – Alma Johansson | |   |

### Hem till Sverige, nya resor
Alma Johansson kom nedbruten hem till Sverige. Några år senare återvände hon till Konstantinopel för att arbeta bland armeniska flyktingar där. Också där blev hon vittne till ytterligare övergrepp mot armenier – både bofasta och flyktingar från de östra provinserna. När dörren till Konstantinopel stängdes för gott flyttade hon och några medarbetare till Thessaloniki där de i tjugo år försökte lindra de armeniska flyktingarnas nöd.

## Eftermäle
I Armeniens huvudstad Jerevan finns vid det mäktiga folkmordsmonumentet Tsitsernakaberd en minnesplatta med Alma Johanssons namn.
Dokumentärfilmen Map of Salvation från 2015 berättar om Alma Johansson, Bodil Biørn, samt andra skandinaviska kvinnor som befann sig i det osmanska riket under tiden för det armeniska folkmordet.
På 90-årsdagen av det armeniska folkmordet den 24 april 2005 besökte svenskarmenierna Alma Johanssons grav på Skogskyrkogården i Enskede för att hålla en minnesstund och för att hedra hennes insatser. Denna minnesstund har sedan dess blivit en fast punkt i det årliga ihågkommandet av folkmordet.
Under hösten 2018 arrangerades en tillfällig utställning i Sveriges riksdag om det armeniska folkmordet, Skandinaviens gensvar och inte minst Alma Johanssons insatser. Initiativet till utställningen togs av dåvarande andre vice talman Björn Söder som inspirerats efter en resa till Armenien. I februari 2020 nyinvigdes ”Den goda gärningens rum” i riksdagen. I samband med detta fick Alma Johansson, också på initiativ av Björn Söder, en permanent plats för sina stora humanitära insatser under folkmordet i Armenien 1915–1922.